# Carlos P. Rómulo

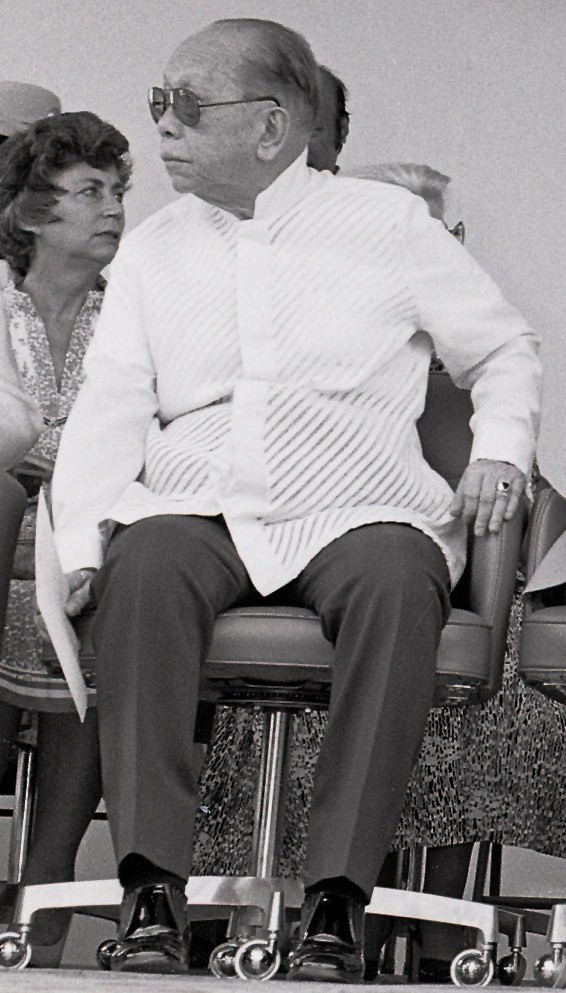
Carlos P. Rómulo (1979)

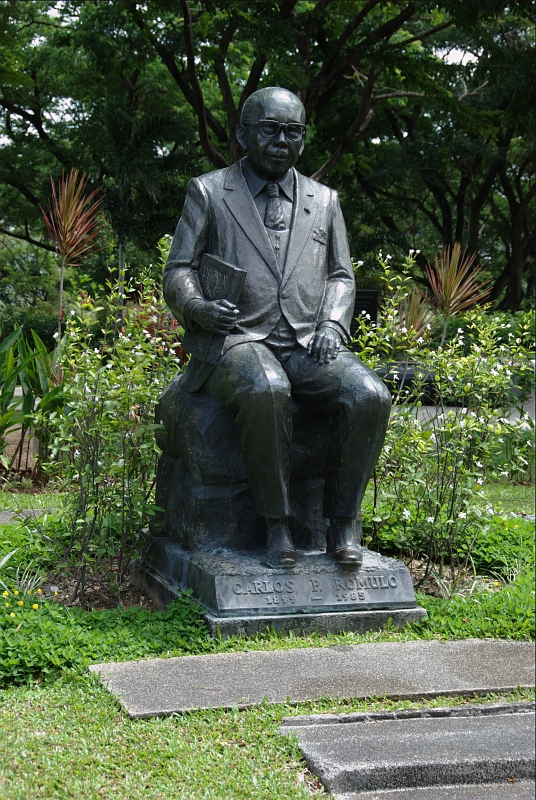
Rómulos Grab auf dem Libingan ng mga Bayani

Carlos Peña Rómulo (* 14. Januar 1899 in Camiling, Provinz Tarlac; † 15. Dezember 1985 in Manila) war ein philippinischer Politiker, Diplomat und Publizist.
Er war ein Absolvent der Universität der Philippinen (B.A., 1918) und der Columbia University (M.A., 1921) und war 1942 der erste Asiate, der den Pulitzer-Preis gewann. Er arbeitete während des Zweiten Weltkriegs unter anderem für General Douglas MacArthur. Am 10. August 1944 wurde er als nicht stimmberechtigter Delegierter (Resident Commissioner) in das Repräsentantenhaus der Vereinigten Staaten berufen, wo er die Nachfolge des zurückgetretenen Joaquín Miguel Elizalde antrat. Er übte dieses Amt bis zum 4. Juli 1946 aus, als die Philippinen, zuvor ein US-Territorium, ihre vollständige Unabhängigkeit erlangten.
Am 20. September 1949 wurde Rómulo zum Präsidenten der UN-Vollversammlung gewählt und leitete so die Sitzung der vierten Periode. 1953 wurde er zum Generalsekretär nominiert.
Rómulo war in seiner langen Karriere als Botschafter seines Landes, als Chef der philippinischen Delegation bei der UN und als Vorsitzender der Fernost-Kommission in Washington, D.C. tätig. Er diente unter acht philippinischen Präsidenten, angefangen von Manuel Quezon bis hin zu Ferdinand Marcos. Er war dreimal Außenminister der Philippinen: von 1950 bis 1952, von 1963 bis 1964 und von 1968 bis 1984.
Carlos P. Rómulo starb 1985 im Alter von 86 Jahren und liegt auf dem philippinischen Heldenfriedhof begraben.